# Jan Långben åker skidor
Jan Långben åker skidor (engelska: The Art of Skiing) är en amerikansk animerad kortfilm med Långben från 1941.

## Handling
Det är vinter och Långben bestämmer sig för att bege sig ut och åka skidor. Han åker både framlänges och baklänges innan dagen är slut.

## Om filmen
Filmen hade svensk premiär den 27 december 1942 på biografen Spegeln, Stockholm i Stockholm.
Filmen har getts ut på VHS och finns dubbad till svenska.

## Rollista
- John McLeish – berättare
- Hannes Schroll – joddlare[7]